# فرانك إي. ويد
فرانك إي. ويد (بالإنجليزية: Frank E. Wade)‏ هو محامي أمريكي، ولد في 6 أكتوبر 1873 في مالطا بيند في الولايات المتحدة، وتوفي في 3 مارس 1930 في سيراكيوز في الولايات المتحدة.